# 諏訪市立城南小学校
諏訪市立城南小学校（すわしりつ じょうなんしょうがっこう）は、長野県諏訪市高島にある公立小学校。

## 概要
- 通称は城南小。校名は諏訪市内にある高島城の南側に位置することに由来する。

### 所在地
- 〒392-0022 長野県諏訪市高島 1-29-1

### 交通
JR東日本中央本線・上諏訪駅より徒歩約15分

## 沿革

### 年表
- 1939年5月11日 - 高島尋常高等小学校（現諏訪市立高島小学校）西校として開校
- 1940年3月31日 - 城南尋常小学校に校名変更
- 1941年4月1日 - 諏訪市立城南国民学校に校名変更
- 1947年4月1日- 諏訪市立城南小学校に校名変更
- 1950年9月10日 - 温泉による風呂設備が完成、全国でも珍しい温泉のある小学校として注目を集める
- 1954年11月7日 - 校章制定
- 1959年11月1日 - 校歌制定（作詞: 勝承夫、作曲: 平井康三郎）
- 1971年8月24日 - 給食室より出火し、一部校舎が焼失。これを契機に校舎の全面建て替え事業が始まる。
- 1975年4月1日 - 新校舎開校式
- 2009年5月11日 - 創立70周年

## 特色など
- 上諏訪温泉にある学校のため、校内に温泉風呂施設「城南温泉」がある。水泳の後などに児童が入浴する。
- 全国でも珍しい温泉のある小学校として、テレビ放送されたりする事が多い。
- 1クラス約30名で1学年3組から4組で構成されている。全校児童数は約600名。

## 出身者
- 金子ゆかり（諏訪市長）[1]